# Asahi Shimbun
El Asahi Shimbun (朝日新聞, Asahi Shinbun, en español: «Las noticias del sol de la mañana») es el segundo periódico más popular de Japón, detrás del Yomiuri Shimbun.

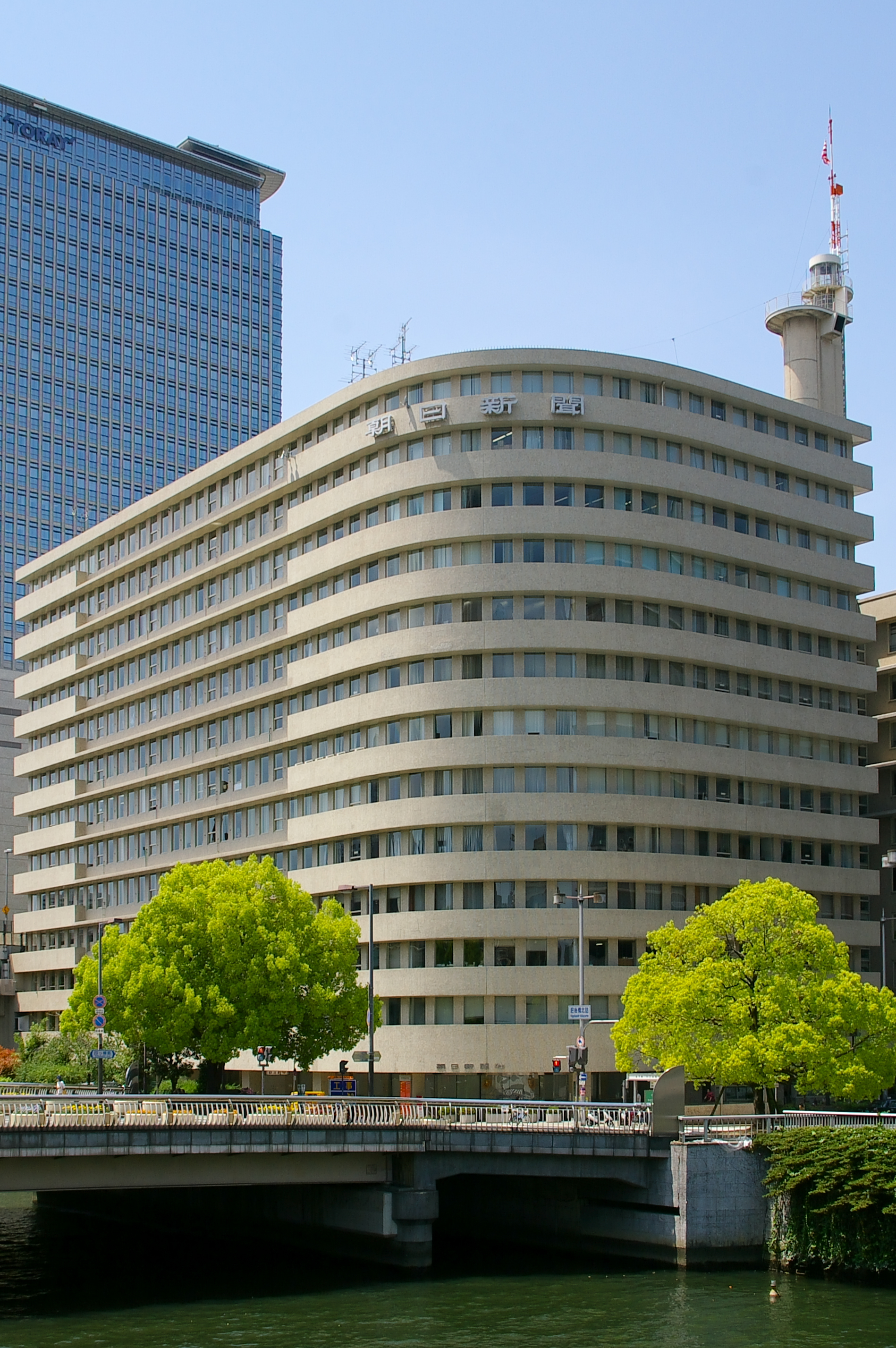
Oficinas de Asahi Shimbun Publishing Co. en Osaka, Japón.

El periódico se autodenomina ideológicamente como «liberal y de nueva izquierda», en contraposición a otras corrientes ideológicas expuestas por competidores como el Yomiuri Shimbun (centro-conservador), Sankei Shimbun (conservador de derecha) y Mainichi Shimbun (centro-izquierda tradicional). Sin embargo, la izquierda tradicional japonesa acusa frecuentemente al diario de conservador, mientras que los conservadores lo acusan de ser de izquierda, o incluso es acusado de apoyar al Partido Comunista de Japón y ser comunista por sectores de la derecha. Su apoyo a las posturas de acercamiento con China, hacen que el periódico sea considerado como «antiamericano y prochino» por la prensa estadounidense, a pesar de que el periódico critica frecuentemente a los regímenes comunistas de China y Corea del Norte. 
Pacifista desde el final de la Segunda Guerra Mundial, la publicación cuenta con 3000 periodistas, incluidos los corresponsales en el extranjero.
El periódico tiene una alianza con el diario International Herald Tribune y publica el International Herald Tribune/Asahi Shimbun como su versión en inglés que reemplazó la anterior versión en inglés titulada Asahi Evening News. Además tiene otra alianza con el periódico oficial de la República Popular de China 人民日报 (Rénmín Ribao, Diario del Pueblo).
La columna Tensei Jingo (天声人語, «La voz divina es el lenguaje del pueblo», en referencia a la frase en latín Vox Populi, Vox Dei, ‘voz del pueblo, voz de Dios’) se publica diariamente desde 1904, tratando noticias y temáticas sociales recientes. La columna también está disponible como boletín electrónico (newsletter).

## Cronología

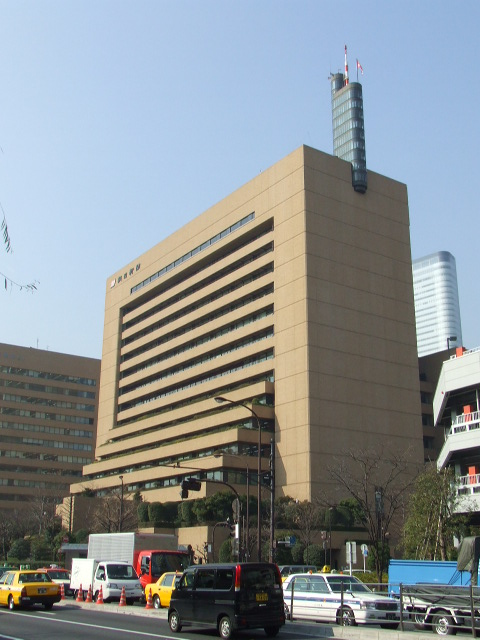
Oficinas de Asahi Shimbun en Tsukiji, Chūō, Tokio.

- 25 de enero de 1879, publica su primera edición en Osaka con una tirada de 3000 ejemplares.
- 1883, se transforma en el periódico de mayor circulación de Japón, con más de 21 000 ejemplares diarios.
- 10 de julio de 1888, compra el periódico de Tokio Mezamashi Shimbun (めざまし新聞, Mezamashi shinbun) y expande su presencia a Tokio lanzando el Asahi Shimbun de Tokio (東京朝日新聞, Tōkyō asahi shinbun).
- 1889, cambia el nombre de la publicación en Osaka a Asahi Shimbun de Osaka (大阪朝日新聞, Ōsaka asahi shinbun)}.
- 1890, el Asahi Shimbun de Tokio aumenta su capacidad de producción a 30 000 ejemplares. El 2 de noviembre, el Asahi Shimbun de Osaka y el Asahi Shimbun de Tokio son los primeros en publicar la transcripción de la declaración de la nueva constitución imperial.
- 1 de mayo de 1904, se publica por primera vez la columna Tensei Jingo (天声人語). El 30 de septiembre imprime su primera fotografía, de las tropas japonesas en el frente de batalla en China.
- 10 de enero de 1908, se fusionan corporativamente el Asahi Shimbun de Osaka y el Asahi Shimbun de Tokio como sociedad de responsabilidad limitada Asahi Shimbun (朝日新聞合資会社, Asahi shinbun goshigaisha).
- 17 de noviembre de 1911, Shigeko Takenaka (竹中繁子) se transforma en la primera periodista de sexo femenino en el Asahi Shimbun.
- Agosto de 1915, Comienza la publicación de la edición vespertina del Asahi Shimbun de Osaka.
- 1918, El Escándalo del arcoíris blanco reduce el poder político del periódico.
- 9 de enero de 1923, las oficinas del Asahi Shimbun de Tokio son destruidas por el Gran terremoto de Kantō. En el mismo año publica la noticia falsa de una rebelión coreana.
- 1924, sobrepasa el millón de ejemplares diarios.
- 1929, en conmemoración de sus 50 años crea el Premio Asahi.
- 25 de noviembre de 1935, comienza la publicación del diario en el oeste con sus nuevas oficinas creadas en febrero en Nagoya, cubriendo prácticamente toda la península de Japón con su publicación.
- 10 de abril de 1937, el avión del Asahi Shimbun «Viento divino» (神風, Kamikaze) establece el récord mundial de un vuelo entre el este asiático y Europa con un viaje de 94 horas, 17 minutos y 56 segundos.
- 1 de septiembre de 1940, se unifican el nombre de las publicaciones como el Asahi Shimbun.
- 1 de enero de 1943, se prohíbe la publicación del Asahi Shimbun luego de la publicación de un ensayo de Seigo Nakano (中野正剛) crítico al oficialismo.
- 5 de noviembre de 1945, renuncia el presidente y todo el directorio como forma de aceptación de sus responsabilidades al tergiversar los principios ideológicos del periódico durante la Segunda Guerra Mundial.
- 21 de noviembre de 1947, el periódico adopta el nuevo sistema de kana (新仮名使い, shin kanazukai).
- 1 de octubre de 1951, se reanuda la publicación en formato matutino y vespertino abandonada previamente.
- 1950, publica una entrevista exclusiva con el líder del Partido Comunista de Japón Takashi Ito (伊藤律, Itō Takashi) que hasta el momento estaba incógnito. Más tarde se revela que fue una fabricación del periodista.
- 1959, establece sus oficinas en Hokkaidō.
- 1 de enero de 1965, la edición de Año Nuevo vende 5,31 millones de ejemplares, batiendo la marca de 5 millones por primera vez en Japón.
- 18 de noviembre de 1979, el Asahi Shimbun organiza la primera maratón internacional femenina en Tokio.
- 1980, traslada sus oficinas de Tokio de Chiyoda-ku (千代田区) a Chuo-ku (中央区, Chūō ku). Comienza a utilizar el sistema de edición de páginas computarizado NELSON.
- Mayo de 1987, es víctima una serie de ataques terroristas en Tokio, Nagoya y Shizuoka. El «Escuadrón de la venganza roja» (赤報隊, Sekihōtai) se adjudica la autoría de los ataques. El nombre de la agrupación hace referencia a la sangre, no tiene relación con el comunismo, y tiene origen en una agrupación con el mismo nombre de la era Edo.
- Junio de 1988, finalizada la instalación del sistema NELSON en las oficinas de Osaka, el proceso de edición se encuentra 100% computarizado en todas sus oficinas.
- 1996, traslada sus oficinas del oeste del país desde Nagoya hasta Fukuoka.
- Marzo del 2003, reemplaza el "Suplemento del Domingo" publicado todas las semanas desde 1956 por el suplemento "be" (Business&Entertainment inglés, Negocios y Entretenimiento).
- 1 de abril del 2005, moderniza su sistema computarizado reemplazando al antiguo sistema NELSON.
- 3 de abril del 2005, renombra el suplemento del domingo de be a be on Sunday («negocios y entretenimiento del domingo») y publica el nuevo suplemento be on Saturday («negocios y entretenimiento del sábado»). Los nombres son un juego de palabras en inglés con be (verbo ser).

## Oficinas
- Oficinas de Tokio

Tsukiji, Chuo-ku, Tokio
- Oficinas de Osaka

Nakanoshima, Kita-ku, Osaka